# Michael Jones (pianiste)
Pour les articles homonymes, voir Jones et Michael Jones.
Michael Jones, né en 1942 en Angleterre et mort le 19 janvier 2022, est un écrivain, conférencier, compositeur et pianiste de new age canadien.

## Biographie
Il a été le premier artiste à être engagé et à enregistrer pour le label Narada Productions. Il a également écrit deux livres, dont Creating an Imaginative Life, lauréat de plusieurs prix. Depuis son premier disque, Pianoscapes, il en a composé 15, le plus récent étant Almost Home en 2005. Ses compositions, toujours pour piano, font parfois intervenir la flûte, le hautbois, le cor anglais, le basson, le violoncelle et les percussions. Il a aussi fait quelques enregistrements avec un autre pianiste de Narada, David Lanz.

## Discographie
- Pianoscapes (1985)
- Seascapes (1984)
- Solstice (1985)
- Wind and Whispers (1985)
- Sunscapes (1986)
- Amber (1987)
- After the Rain (1988)
- Magical Child (1989)
- Morning in Medonte (1992)
- Air Born (1994)
- Touch (1996)
- Echoes of Childhood (2002)
- Almost Home (2005)

### Compilations
- Michael's Music (1990)
- The Living Music (1998)
- A Quiet Moment (2005)